# Consejo de Ministros (Bután)
El Consejo de Ministros de Bután (en dzongkha: ལྷན་ རྒྱས་ གཞུང་ ཚོགས་; Wylie: lhan-rgyas gzhung-tshogs) es un órgano colegiado político constitucional formado por el Primer Ministro y los titulares de las carteras ministeriales. Se trata del órgano ejecutivo más alto del país, que fue creado en 1999 por Jigme Singye Wangchuck, el 4.º Rey Dragón.

## Historia
Hasta el año 1999, el Lhengye Zhungtshog estaba formado por un consejo de ministros presidido por el rey Jigme Singye Wangchuck. En ese año, se dio un gran paso hacia la democratización del país, por lo que el monarca disolvió el gabinete existente y se retiró de su papel en la toma de decisiones en el mismo. 
Seis nuevos ministros fueron nominados ante la Asamblea Nacional. De esta manera nació el término Consejo de Ministros de Gabinete, o "CCM". De este grupo de seis ministros, se eligió un presidente. La selección se basó en el número de votos a favor recibidos durante la votación de la cámara baja del Parlamento. La presidencia rotaba cada año entre los miembros del órgano.
El 26 de julio de 1999, la Asamblea Nacional promulgó la Ley Lhengye Zhungtsho por consejo del Rey. La misma establecía que el poder ejecutivo quedaba delegado en el nuevo Lhengye Zhungtshog. Inicialmente, el organismo carecía de un primer ministro, pero estaba encabezado por un presidente; posteriormente, este cargo fue eliminado a favor del cargo de Primer Ministro. El Lhengye Zhungtshog también se compuso de manera diferente a los años posteriores: estaba formado por ministros electos y miembros del Consejo Asesor Real. Los ministros electos debían ser ciudadanos naturales butaneses, no haber estado casados con extranjeros y ya haber ocupado altos cargos gubernamentales con el rango de Secretario del Gobierno Real o superior. Los candidatos eran nominados por el Rey y elegidos indirectamente a través de la Asamblea Nacional.  

## Gabinete moderno
En virtud del artículo 20 de la Constitución de Bután, el poder ejecutivo está conferido al Lhengye Zhungtshog, formado por los ministros encabezados por el Primer Ministro. El número de ministros está determinado por el número de ministerios necesarios para proporcionar una "eficiente gobernanza". Asimismo, la creación de un ministerio adicional o la reducción de cualquier ministerio debe ser aprobada por el Parlamento. 
El Lhengye Zhungtshog debe asesorar al Rey en el ejercicio de sus funciones, incluidos los asuntos internacionales, siempre que el Rey lo solicite. El Primer Ministro debe mantener informado al Rey de vez en cuando sobre los asuntos del Estado.
El Lhengye Zhungtshog se encarga de evaluar la situación derivada de los acontecimientos fuera y dentro del país; definir los objetivos de la acción del Estado; planificar y coordinar las políticas gubernamentales y asegurar su implementación; y representar al Reino dentro y en fuera de él. Los Lhengye Zhungtshog son colectivamente responsables ante el Rey y el Parlamento.
Actualmente, el consejo está integrado por 10 miembros, denominado Lyonpos, que llevan una bufanda naranja ceremonial. El Primer Ministro, que es el jefe de gobierno, es elegido directamente por el pueblo mediante dos rondas de elecciones nacionales cada cinco años. El actual titular es el Dr. Lotay Tshering.

## Composición

### Composición actual (2018-)
| Ministerio                                   | Nombre                     |
| -------------------------------------------- | -------------------------- |
| Primer ministro                              | Lyonchhen Lotay Tshering   |
| Ministerio de Asuntos Exteriores             | Lyonpo Tandi Dorji         |
| Ministerio del Interior y Asuntos Culturales | Lyonpo Sherub Gyeltshen    |
| Ministerio de Agricultura y Bosques          | Lyonpo Yeshey Penjor       |
| Ministerio de Información y Comunicación     | Lyonpo Karma Donnen Wangdi |
| Ministerio de Salud                          | Lyonpo Dechen Wangmo       |
| Ministerio de Economía                       | Lyonpo Loknath Sharma      |
| Ministerio de Hacienda                       | Lyonpo Namgay Tshering     |
| Ministerio de Trabajo y Recursos Humanos     | Lyonpo Ugyen Dorji         |
| Ministerio de Educación                      | Lyonpo Jai Bir Rai         |
| Ministerio de Obras y Asentamientos Humanos  | Lyonpo Dorji Tshering      |

### Gabinete de Tshering Tobay (2013-2018)
| Ministerio                                  | Nombre                       |
| ------------------------------------------- | ---------------------------- |
| Primer ministro                             | Lyonchhen Tshering Tobgay    |
| Ministerio de Asuntos Exteriores            | Lyonpo Damcho Dorji          |
| Ministerio de Interior y Asuntos Culturales | Lyonpo Dawa Gyeltshen        |
| Ministerio de Agricultura y Bosques         | Lyonpo Yeshey Dorji          |
| Ministerio de Información y Comunicación    | Lyonpo Dina Nath Dhungyel    |
| Ministerio de Salud                         | Lyonpo Tandin Wangchuk       |
| Ministerio de Economía                      | Lyonpo Lekey Dorji           |
| Ministerio de Hacienda                      | Lyonpo Namgay Dorji          |
| Ministerio de Trabajo y Recursos Humanos    | Lyonpo Ngeema Sangay Tshempo |
| Ministerio de Educación                     | Lyonpo Norbu Wangchuk        |
| Ministerio de Obras y Asentamientos Humanos | Lyonpo Dorji Choden          |